# 高瀬一樹
高瀬 一樹（たかせ かずき、1959年9月8日 - ）は、日本の演出家。

## 来歴
東京都出身。
- 歌舞伎俳優・坂東調右衛門の孫として劇団前進座に生まれる。父親は演出家の高瀬精一郎、弟は歌舞伎役者の二代目中村扇乃丞[1]。
- 5歳で幸田露伴の『五重の塔』で初舞台。『勧進帳』『新門辰五郎』『佐倉義民伝』などで幼少から舞台経験を積む。
- 東京都立大学 (1949-2011)からニューヨーク・シティーカレッジに入学し、パフォーミング・アーツ・プログラムを終了（1986年）。
- オフ・オフ・ブロードウェイなどの舞台に出演するとともに、日本の舞台でも木下順二作『子午線の祀り』、ルイーズ・ペイジ作『サロニカ』（主演・翻訳）などに出演。
- アンジェイ・ワイダ演出の『山椒太夫』（ワークショップ）、ロバート・ウィルソン作品『T.S.E.』『スキンミート・アンド・ボーンズ』などによりウィーン演劇祭（1991年）、シベリーナ演劇祭（1994年）に参加。
- ラ・ママ実験演劇センターで近松作品『心中天の網島』をアメリカ人俳優により英語上演、好評を得る。
- 1997年、ニューヨークにおいてNPOシアター・ジャパン・プロダクション（Theatre J.P., Inc.）を設立。
- 2018年、国分寺市・小平市に俳優のトレーニングをベースとした独自のメソッドで英語を教え、ニューヨークの演劇学校のオンラインレッスンなども行うE-JAM Studioを設立[2]。

## 経歴
- 1998年　歌舞伎俳優の嵐橘三郎をニューヨークに招いて歌舞伎ワークショップを主催。
コロンビア大学、コーネル大学等でのレクチャー・デモンストレーションを催行。
- 1999年　近松作品に想いを得たオリジナル作品「景清拘留」をラ・ママ実験演劇センター・ギャラリーにおいて演出。実験的な日英語によるバイリンガル・プロダクションを提出。
- 1999年　東京のシアターX(カイ)において「景清拘留」を逆輸入上演。日本のキャストとニューヨークにおいてのワークショップを経て、様々なジャンルの俳優を交えてのコラボレーション・プロジェクトとなる。（東京国際演劇祭参加）
- 2000年　東京のシアターX(カイ)において「景清拘留」再演。
- 2001年　シアタープロジェクト東京(tpt)において1ヵ月間のワークショップを指導。
- 2001年　デイビッド・ヘアー作「ブルールーム」公演（シアタープロジェクト東京）における演出助手（演出:デイビッド・ルボー）。
- 2001年　歌舞伎俳優の中村京蔵をニューヨークへ招き、ジャパンアメリカンソサエティー主催によるワシントンの桜祭りを始め、デトロイト、フロリダなどでレクチャー・デモンストレーションを行う。
- 2003年　東京のシアターX（カイ）において「ジャンパーズ」上演。
- 2004年　ニューヨークのAbrons Arts Centerにおいて「ジャンパーズ」上演。
- 2004年　ニューヨーク・ラウンダバウト・シアター 「太平洋序曲」（宮本亜門演出）の殺陣。
- 2004年　東京・俳優座劇場でアーウィン・ショー作「死者を葬れ」演出〔木山事務所25周年記念公演〕。
- 2005年　東京パルコ劇場「シェイクスピアのR&J」演出補。
- 2005年　ジャパンアクションエンタープライズ　米国公演に向け創作ワークショップ参加（演出補）。
- 2006年　マッスル・ミュージカル、ラスベガス・デビュー公演（演出助手）。
- 2006年　マイク・リー作品「エクスタシー」代々木ルッコラ公演演出。
- 2007年　サラ・ケイン作品「フェードラの恋」演出（シアターX）。
- 2008年　オリジナル作品「ニッポン・ジャンパーズ」〔シアターX〕。
- 2008年　ハロルド・ピンター作品「灰から灰へ」演出。
- 2008年　ファスビンダー作品「天国への挑戦」。
- 2010年　ハロルド・ピンター作品「セレブレーション」演出。
- 2010年　英語落語公演（カレン・カンデル主演）アルビン・エイリー・スタジオ他NYC。
- 2011年　ハロルド・ピンター作品「セレブレーション」再演、演出。
- 2011年　エドワード・アルビー作品「庭園のすべて」上演。
- 2011年　オリジナル作品「かりて（糧）〜Desire for life〜」を上演。